# Gouzouma
Gouzouma (ou Goumzouma) est une localité du Cameroun située dans le département du Mayo-Kani et la Région de l'Extrême-Nord. Elle fait partie de la commune de Moulvoudaye et du canton de Moulvoudaye rural. 

## Population
En 1976, Gouzouma I comptait 267 habitants, des Toupouri. Gouzouma II en comptait 115, également des Toupouri. 
Lors du recensement de 2005, 1 124 personnes ont été dénombrées à Gouzouma (ensemble).
En 2013, la population est estimée à 1 527 habitants.